# Calcul hydraulique
 (décembre 2016).
Ce formulaire propose les formules de bases des calculs hydrauliques, principalement oléohydraulique. Force, puissance et débit sont les éléments principaux. Les pertes en charge et les rendements hydrauliques sont les éléments les plus complexes à définir. Actuellement, ils sont souvent déterminés par ordinateur ou abaque sans que ces formules soient indispensables à l'utilisateur.

## Force d'unvérin
{\displaystyle F=p\cdot S}
- F : force en newtons (kg m s−2)
- p : pression en pascals (N m−2 ou kg m−1 s−2)
- S : section en mètres carrés (m2)

Pour la section S, exprimée en fonction du diamètre du cylindre :
{\displaystyle S=\pi \;R^{2}}
- S : section en mètres carrés
- R : rayon du cylindre, en mètres

## Puissance d'unepompe
{\displaystyle P_{h}=\Delta p\cdot Q}
- Δp : différence de pression (exprimée en pascals) entre l'aspiration et le refoulement
- Q : débit volumique (exprimé en m3/s)
- Ph : puissance hydraulique (exprimée en watts)

Pour calculer la puissance mécanique absorbée par la pompe, il faut ajouter à la puissance hydraulique les pertes dues au rendement.
Le rendement dépend de la technologie de la pompe utilisée et de la pression d'utilisation ainsi que des caractéristiques du fluide (viscosité, température, etc.).
avec les unités usuelles :
{\displaystyle P_{h}={\frac {\Delta p\cdot Q}{600}}}
- Δp : différence de pression (exprimée en bars) entre l'aspiration et le refoulement
- Q : débit volumique (exprimé en dm3/min ou litres par minute)
- Ph : puissance hydraulique kW (exprimée en kilowatts)

## Couplemoteur
{\displaystyle C={\frac {702\cdot P}{N}}}
- N : vitesse en tr/min
- C : couple en m daNm (mètre-décanewton)
- P : puissance en ch (chevaux-vapeur)

ou selon les unités du SI,
{\displaystyle P=C\cdot \Omega }
- {\displaystyle \Omega } : vitesse de rotation en radians par seconde (rad/s)
- C : couple en newtons-mètres (N m)
- P : puissance en watts

{\displaystyle C={\frac {V\cdot \Delta p}{628}}}
- V : cylindrée en cm3/tr
- {\displaystyle \Delta p} : différence de pression exprimée en bars entre l'aspiration et le refoulement
- C : couple en m daNm

## Conversion
- bar = 14,503 77 psi
- L = 0,219 969 2 gallon impérial (0,264 5 gallon US)
- cm = 0,393 700 8 po
- kW = 1,36 ch
- ch = 736 watts (0,736 kW)

- ch = 632 kcal/h
- kW = 861 kcal/h

## Calcul de cylindrée depompe à engrenages
profondeur de denture × épaisseur (largeur) de denture × entraxe entre les 2 pignons × 3,14 = cylindrée
Pour éviter les erreurs, toutes les dimensions seront en centimètres et donneront une cylindrée approximative en cm3/tr

## Calcul de tuyauterie
Appelé en pratique par les hydrauliciens, calcul de perte en charge ou calcul de {\displaystyle \Delta P}.
Les calculs sont complexes, il faut faire appel aux formules de Bernoulli ou Torricelli, ainsi qu'au nombre de Reynolds.
Pour ne pas se tromper avec des formules complexes et pour gagner du temps, en pratique les hydrauliciens utilisent des abaques.
En hydraulique et en pneumatique, c'est la même chose, la pression fait varier la force et le débit fait varier la vitesse.
Le petit détail qui change tout, c'est la perte en charge ({\displaystyle \Delta P}) ; cela est dû au diamètre de tuyauterie qui freine le débit.
Si on augmente la pression, il est plus facile de vaincre le freinage dû à la tuyauterie. Plus la pression du circuit est basse, plus les pertes en charge ont de l'effet.